# Liste der Kulturgüter in Churwalden
Die Liste der Kulturgüter in Churwalden enthält alle Objekte in der Gemeinde Churwalden im Kanton Graubünden, die gemäss der Haager Konvention zum Schutz von Kulturgut bei bewaffneten Konflikten, dem Bundesgesetz vom 20. Juni 2014 über den Schutz der Kulturgüter bei bewaffneten Konflikten sowie der Verordnung vom 29. Oktober 2014 über den Schutz der Kulturgüter bei bewaffneten Konflikten unter Schutz stehen.
Objekte der Kategorien A und B sind vollständig in der Liste enthalten, Objekte der Kategorie C fehlen zurzeit (Stand: 13. Oktober 2021).

## Kulturgüter
| Foto |                                                                      | Objekt                                                 | Kat. | Typ | Standort                                 | Beschreibung |
| ---- | -------------------------------------------------------------------- | ------------------------------------------------------ | ---- | --- | ---------------------------------------- | ------------ |
| ja   | Datei hochladen · Wikidata zu Abtturm (Q14538528)                    | Katholische Kirche St. Maria und Michael KGS-Nr.: 2961 | A    | G   | Hauptstrasse 1 760110 / 184160           |              |
| ja   | Datei hochladen · Wikidata zu Schlössli Parpan (Q2245313)            | Schlössli Parpan KGS-Nr.: 3123                         | A    | G   | Parpan, Schlössliplatz 1 761898 / 181004 |              |
| ja   | Datei hochladen · Wikidata zu Abtturm (Q14538528)                    | Abtturm KGS-Nr.: 10457                                 | A    | G   | Hauptstrasse 5 760140 / 184090           |              |
| BW   | Datei hochladen · Wikidata zu Ehemalige St. Peterskirche (Q29784666) | Ehemalige St. Peterskirche KGS-Nr.: 3124               | B    | G   | Parpan, Schlössliplatz 6 761900 / 181049 |              |
| ja   | Datei hochladen · Wikidata zu Reformierte Kirche Parpan (Q1805480)   | Kirchturm St. Anna KGS-Nr.: 12459                      | B    | G   | Parpan, Schlössliplatz 4 761857 / 181061 |              |